# HD 41125
HD 41125，又名BD-14 1315，SAO 151052、HR 2136，是一颗恒星，视星等为6.2，位于銀經220.72，銀緯-17.25，其B1900.0坐标为赤經5h 58m 1s，赤緯-14° -17.25′ 48″。